# Ère Kanpō
Pour les articles homonymes, voir Kanpo (homonymie).
L'ère Kanpō (en japonais : 寛保) est une des ères du Japon (年号, nengō, littéralement « le nom de l'année »). Elle suit l'ère Genbun et précède l'ère Enkyō. L'ère Kanpō couvre la période qui s'étend du mois de février 1741 au mois de février 1744. L'empereur régnant est Sakuramachi-tennō (桜町天皇).

## Changement de l'ère
- 1741 Kanpō gannen (寛保元年?) : À partir de la croyance en l'astrologie chinoise selon laquelle la 58e année du cycle sexagésimal apporte des changements, le nom de l'ère est changé en Kanpō (« Rester indulgent et généreux »). L'ère précédente es'achève et la nouvelle commence en Genbun 6, le 27e jour du 2e mois.

## Événements de l'ère Kanpō
- 1742 (Kanpō 2) : apparition d'une comète[3].
- 1742 (Kanpō 2, 8e mois) : des pluies abondantes et persistantes créent des inondations dans tout le pays et des dévastations remarquables dans les provinces de Musashi, Kōzuke, Shimotsuke et Shinano. À Heian-kyō, le pont Sanjo est emporté[4].
- 1743 (Kanpō 3, 11e mois) : une comète est signalée dans le ciel nocturne[3]. Cette comète est susceptible d'avoir été ce qui est aujourd'hui identifié comme la C/1743 X1 (De-Cheseaux)[5]....Cliquez pour accéder au Harvard-Smithsonian/NASA Astrophysics Data System en ligne